# Línea de Kármán

Capas de la atmósfera

Se define la línea de Kármán como el límite entre atmósfera y espacio exterior, a efectos de aviación y astronáutica. Esta definición es aceptada por la Federación Aeronáutica Internacional, que es una organización dedicada al establecimiento de estándares internacionales y reconocedora de los récords en aeronáutica y astronáutica.
Su altura fue estimada en 100 km sobre el nivel del mar. También se obtiene calculando la altura a la que la densidad de la atmósfera se vuelve tan baja que la velocidad de una aeronave para conseguir sustentación aerodinámica mediante alas y hélices debería ser equiparable a la velocidad orbital para esa misma altura, por lo que alcanzada esa altura por esos medios las alas ya no serían válidas para mantener la nave.
La línea de Kármán recibe el nombre del físico e ingeniero judío húngaro-estadounidense Theodore von Kármán.

## Definición
La atmósfera no termina abruptamente a una altura determinada, sino que se hace cada vez más tenue con la altitud. También, dependiendo de cómo las diferentes capas que conforman el espacio alrededor de la Tierra se definan (y dependiendo de si estas capas son consideradas como parte de la atmósfera real), la definición del borde del espacio varía considerablemente. Si hubiera que considerar la termosfera y exosfera parte de la atmósfera y no del espacio, tendríamos que ampliar el concepto de atmósfera hasta unos 10 000 km sobre el nivel del mar. Así, la línea de Kármán es una definición arbitraria sobre la base de las siguientes consideraciones:

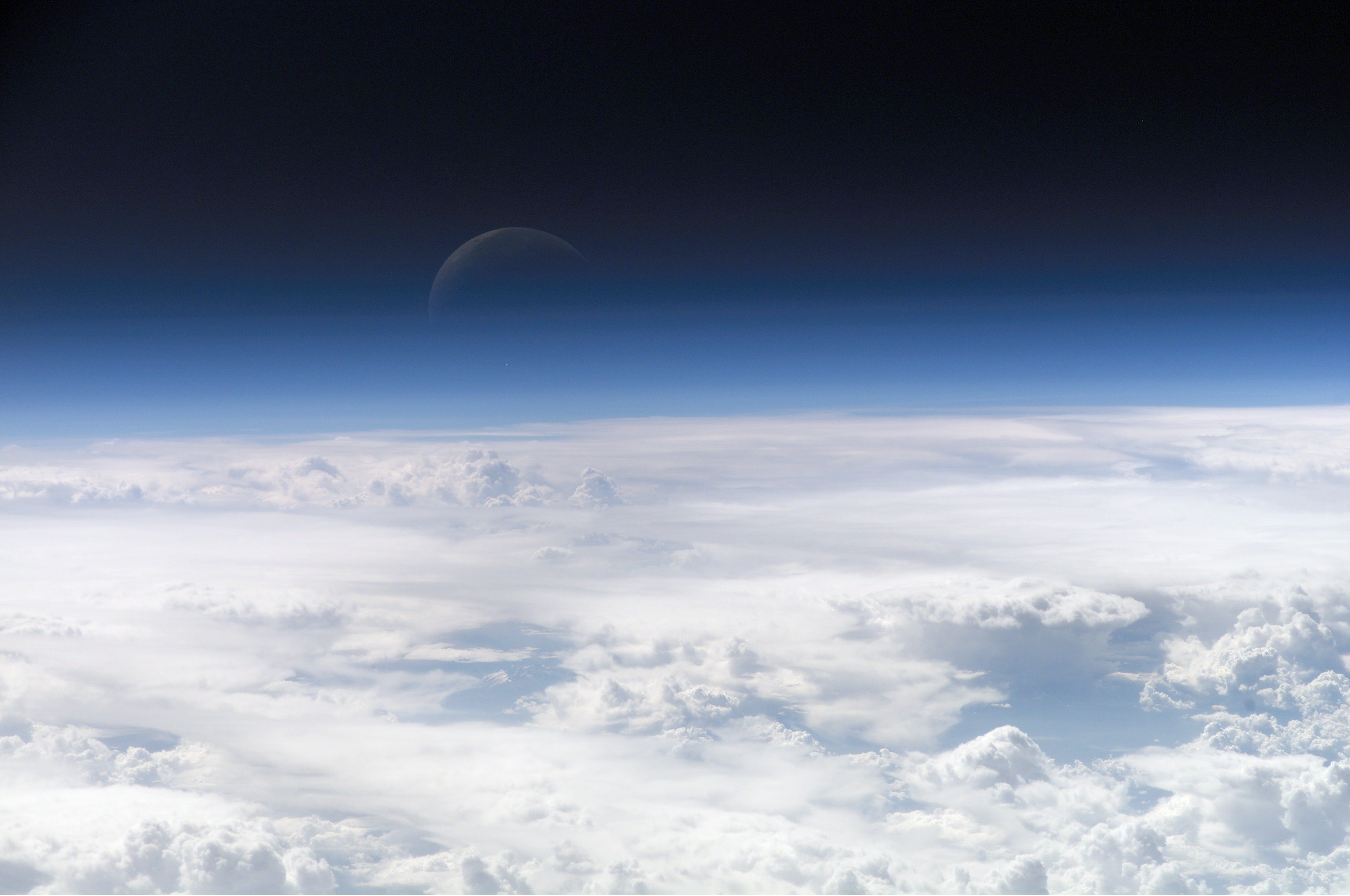
Los gases atmosféricos refractan luz con longitud de onda del azul más que cualquier otra longitud de onda de la luz visible, haciendo que aparezca un halo azul en los límites de la Tierra. Donde acaba el halo, acaba la atmósfera y empieza el espacio exterior.

Un avión solo se sustenta si está constantemente desplazándose en el aire (la velocidad de desplazamiento en el aire no depende de la velocidad con respecto a Tierra), de modo que las alas generan sustentación. Cuanto más tenue sea el aire, más rápido tiene que ir el avión para generar sustentación suficiente para no caer; el coeficiente de sustentación de un ala para un determinado ángulo de ataque es conocido (o es estimado por diversos métodos). Un objeto solo permanece en órbita si el componente centrífugo de su aceleración es suficiente para compensar el tirón "hacia abajo" de la gravedad. Si la velocidad de desplazamiento horizontal disminuye, su componente centrífugo también lo hace, y la gravedad va a hacer que su altitud disminuya.
La velocidad requerida para ese equilibrio se llama velocidad orbital, y varía con la altura de la órbita. Para la Estación Espacial Internacional o un transbordador espacial en la órbita baja terrestre, la velocidad orbital es de alrededor de 27 000 kilómetros por hora (17 000 millas por hora). Para un avión que está tratando de volar más alto y más alto, el aire se va haciendo menos denso, y eso obliga al avión a aumentar la velocidad para crear sustentación suficiente. La línea de Kármán es un concepto primordialmente relativo a la altitud, y en consecuencia a la necesidad de desplazamiento a una cierta velocidad con el fin de obtener sustentación aerodinámica o, en todo caso, compensación del tirón gravitatorio. En la práctica, estas consideraciones varían al aumentar el radio de la órbita, porque a mayor radio menor tirón gravitatorio, y menor aceleración centrífuga para una misma velocidad lineal. Sin embargo, la definición de la línea de Kármán descuida este efecto debido a la velocidad orbital, de modo que sería suficiente para mantener cualquier altitud, independientemente de la densidad atmosférica. Por tanto, la línea de Kármán es la menor altitud en la que la velocidad orbital por sí sola puede proporcionar la suficiente compensación de la atracción gravitatoria, o, recíprocamente, la mayor altitud a la que el desplazamiento de un objeto hace que este obtenga sustentación de la atmósfera si supera cierta velocidad.

## Historia
Este límite fue traspasado por primera vez en la historia por un artefacto artificial con fines militares el 20 de junio de 1944, cuando un cohete A-4 (Aggregat 4) que despegó desde la base alemana de Peenemünde lo atravesó y llegó al espacio exterior. Fue desarrollado por el ingeniero Werner von Braun y era el prototipo del futuro cohete V-2 o Vergeltungswaffe 2 («Arma de la venganza 2») que los nazis utilizaron para bombardear Londres. Von Braun fue nacionalizado más tarde estadounidense y desarrolló y dirigió el programa Apolo de la NASA que logró poner un hombre en la Luna. Pero antes de que el programa Apolo se desarrollara, el límite fue franqueado por segunda vez durante la Guerra Fría por los cohetes R-7 diseñados por un equipo soviético dirigido por ingeniero Serguéi Koroliov.